# Hongxi-kejsaren
Hongxi-kejsaren (洪熙帝, regeringstid: 1378-1425) var en kinesisk kejsare under Mingdynastin. Hans ursprungliga namn var Zhu Gaochi (kinesiska: 朱高熾?, pinyin: Zhū Gāochì), namnet Hongxi kommer av namnet på hans regeringsperiod, Hóngxī (洪熙). I Kina går han dessutom under sitt postuma namn Zhāodì (昭帝) och sitt så kallade tempelnamn, Rénzōng (仁宗).
Hongxi-kejsarens korta regeringsperiod kännetecknas av en reaktion mot sin föregångares expansiva och kostsamma projekt. Han avbröt Zheng Hes flottexpeditioner till Sydostasien och drog tillbaka dynastins trupper som sänts till Annam för att kuva Lam sonupproret. Han beordrade också att dynastins huvudstad skulle flyttas tillbaka till Nanjing, men han avled kort därefter och fick aldrig tillfälle att förverkliga planerna.